# Holcim
Holcim  è un'azienda multinazionale operante nel settore dei materiali da costruzione; essa è nata nel 2015 dalla fusione della francese Lafarge e della svizzera Holcim.

## Attività
Essa opera in tre settori principali: cementi e clinkers (61,3%), granulati (10,5%) e altre attività (28,2%), principalmente calcestruzzi.
La ripartizione geografica del fatturato al 2017: Europa (26,2%), Asia Pacifica (28,1%), America del Nord (21,7%), Africa e Medio Oriente (12,7%) e America Latina (11,3%).